# Robecco sul Naviglio
Robecco sul Naviglio település Olaszországban, Lombardia régióban, Milánó megyében. Lakosainak száma 6776 fő (2023. január 1.). Robecco sul Naviglio Abbiategrasso, Cerano, Magenta, Cassinetta di Lugagnano és Corbetta községekkel határos.

## Népesség
A település lakossága az elmúlt években az alábbi módon változott:
| Lakosok száma | 6846 | 6766 | 6723 | 6776 |
|               | 2013 | 2017 | 2018 | 2023 |